# 남녀 (음반)
《남녀》(일본어: 男女 단죠[*])는 타로의 싱글 앨범이다. 2006년 12월 13일 EMI Music Japan에서 발매하였다.

## 개요
타로의 데뷔 앨범이다. 2006년 10월 11일 드완고에서 판매되기 시작된 후, 같은 해 12월 13일 CD 앨범으로 발매되었다. 심플하면서도 중독적인 가사로 인터넷에서 화제가 되었다. 동영상 공유 사이트에선 남녀를 이용한 동영상이 업로드되는 등 큰 인기를 끌은 앨범이다. CD 자켓은 흰색 바탕에 빨간 글자로 가사가 적혀 있다.

## 수록곡
1. 남녀 (단죠)
2. Rhythmic Party
3. 덤: 트랙 데모 테이프 발굴 현장

## 니코니코 동화에서의 인기
2008년 1월 9일 니코니코 동화에 ‘수록곡 남녀’에 맞추어 보컬로이드 캐릭터인 KAITO와 카가미네 렌이 춤추는 내용의 동영상이 업로드되어 다시 인기를 끌기 시작했다. 이것을 계기로 다시 큰 인기를 끌기 시작했다. 노래를 무단으로 이용하면 저작권 침해가 되지만, EMI 측은 ‘노래의 작자인 타로가 많은 분에게 남녀를 들려주고 싶다는 의향을 받고 사내에서 검토해 남녀에 대해서는 이용을 제한하고 있지 않는다’고 밝혔다.
덧붙여 타로 자신도 이 동영상들을 열람하고 있으며, 가사의 의미를 잘 표현해 주고 있다며 칭찬하고 있다.

## 같이 보기
- EMI Music Japan
- 니코니코 동화
- 타로 (가수)